# Michael Barkun
Michael Barkun, född 8 april 1938, är en amerikansk akademiker och pensionerad professor i statsvetenskap vid Maxwell School of Citizenship and Public Affairs, Syracuse University. 

## Biografi
Barkun är specialiserad på politisk och religiös extremism, konspirationsteorier och förhållandet mellan religion och våld. Han har skrivit ett antal böcker i ämnet, inklusive Religion and the Racist Right: The Origins of the Christian Identity Movement (1996), A Culture of Conspiracy: Apocalyptic Visions in Contemporary America (2003) och Chasing Phantoms: Reality, Imagination, och Homeland Security Sedan 9/11 (2011).
I en recension från 2004 skrev historikern Paul S. Boyer att Barkun kan mer om samtida konspirationsteorier än någon annan akademiker i USA.